# Ouwehands Dierenpark
Ouwehands Dierenpark is een dierentuin in Rhenen in de Nederlandse provincie Utrecht. Het is gebouwd op de Laarschenberg aan de oostzijde van de stad.

## Geschiedenis

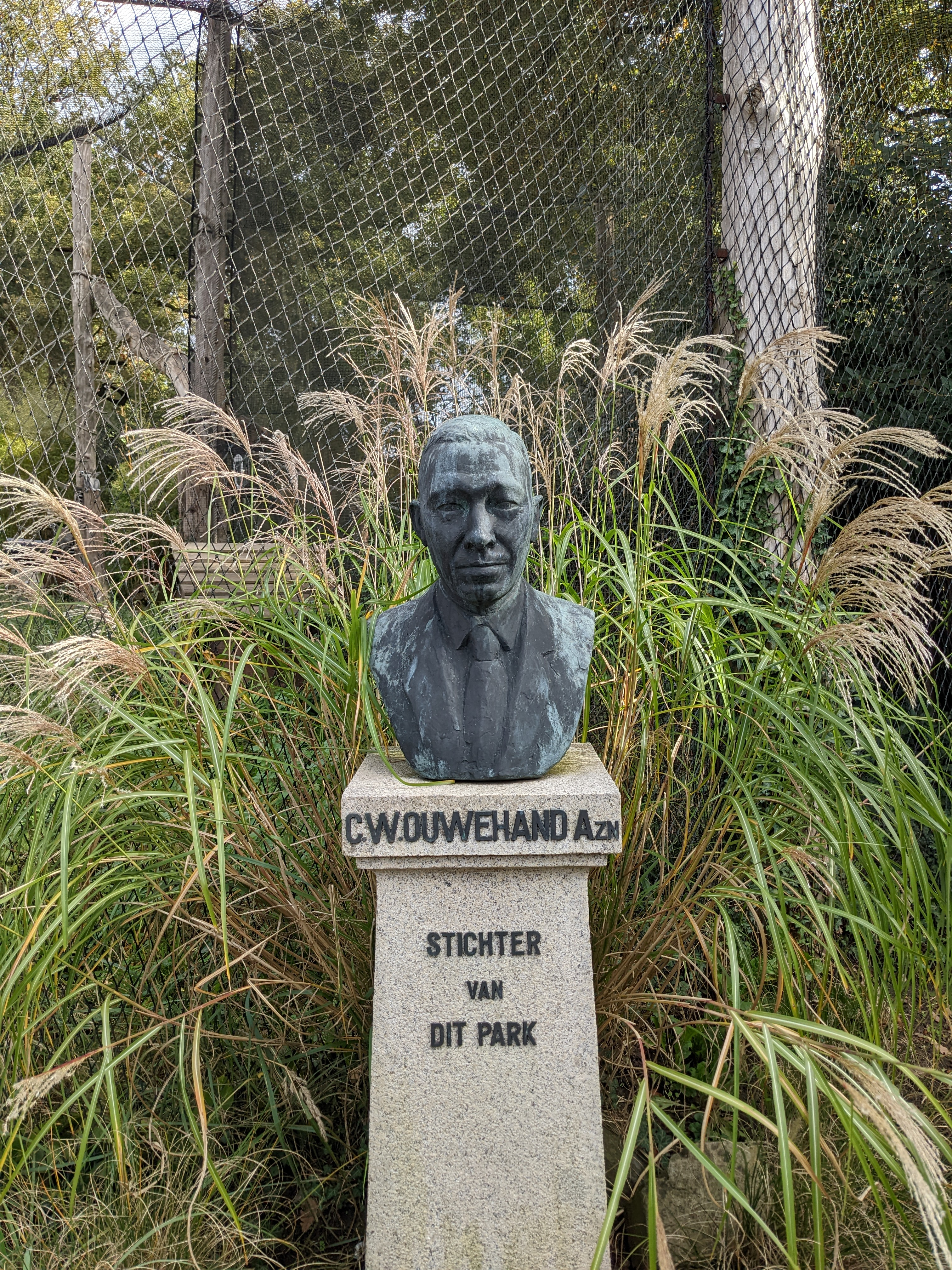
Buste van Cor Ouwehand

De oprichter van het park, Cor Ouwehand, was vanuit Rotterdam naar Rhenen gekomen om daar een sigarenfabriek te beginnen. Hij besloot daar echter mee te stoppen en begon in 1919 op de Grebbeberg een houderij van bijzondere kippenrassen. In die periode bezochten veel agrariërs deze boerderij. Veel van hen kwamen echter niet voor de exotische kippenrassen, maar voor de andere dieren die er ook leefden zoals: wasberen, pauwen en fazanten.
In de jaren dertig ging het niet goed met de kippenhouderij. De bijzondere dieren in het park trokken overigens nog steeds bezoekers. Ouwehand besloot daarom de kippenfarm om te bouwen tot dierentuin. Hij bezocht verschillende tuinen in Europa om te zien hoe hij zijn bedrijf het beste kon inrichten. Ouwehands Dierenpark werd op 18 juni 1932 geopend voor het publiek.

### Tweede Wereldoorlog en daarna
Het park werd een succes en trok veel bezoekers. In 1940, aan het begin van de Tweede Wereldoorlog werd bij de Slag om de Grebbeberg een groot deel van de dierentuin verwoest. De gevaarlijk geachte dieren moesten op last van het Nederlandse leger worden afgemaakt om te voorkomen dat zij zouden ontsnappen bij een voltreffer op het dierenpark, en omdat de eigenaar de schietvaardigheid van zichzelf meer vertrouwde dan die van de soldaten, besloot hij zelf deze taak op zich te nemen. Doordat de schadeherstelbetalingen tot 1953 op zich lieten wachten, kwam de wederopbouw slechts moeizaam op gang. In 1950 overleed de oprichter. Zijn zoon Bram Ouwehand en diens zwager Joop Baars kregen toen de leiding over het park.
In de jaren daarna is de grootte van het terrein ruim verdubbeld tot 22 hectare. Veel dieren hadden meer ruimte nodig en het park mocht van de gemeente niet meer verder uitbreiden. Een aantal diersoorten zoals de nijlpaarden, de olifanten, de gorilla's en de chimpansees, moest uit het park verdwijnen. Eind jaren negentig was het park nagenoeg failliet en was het bezoekersaantal teruggelopen tot minder dan een half miljoen. Zakenman en multimiljonair Marcel Boekhoorn kocht de dierentuin in 2000. Hij investeerde stevig in nieuwe verblijven voor leeuwen, tijgers, ijsberen en olifanten, overdekte speeltuinen en een nieuw restaurant.

### Geschiedenis in jaartallen
- 1932 - Ouwehands Dierenpark wordt geopend
- 1940-1945 - Oorlogsjaren, een aantal dieren verblijft tijdelijk op een boerderij bij Doorn
- 1978 - Aquariumgebouw wordt geopend
- 1985 - Orihuis (mensapenhuis) wordt geopend
- 1999 - Het Berenbos wordt in gebruik genomen
- 1995 - Aziatische olifanten krijgen een verblijf tegenover de kinderboerderij
- 1997 - Het Tijgerbos wordt geopend, de olifanten moeten weg
- 1998 - Het Lapse land met rendieren, zeearenden en uilen wordt geopend
- 1999 - Waterland (een beververblijf) wordt geopend; inmiddels is dat weer weg
- 2000 - Neus aan neus (met ijsberen) en Apen op stelten (met orang-oetans) worden geopend
- 2001 - Urucu (Amazonekas met papegaaien en terraria) wordt geopend, ook komen er witte leeuwen
- 2003 - Ravot Aapia (de grootste Europese speeljungle) wordt geopend
- 2004 - Start van ZOOP
- 2005 - Umkhosi (Afrikaanse speeltuin met Afrikaanse dieren) wordt geopend
- 2006 - Twee Afrikaanse olifanten worden aan de menagerie toegevoegd
- 2007 - Bij het 75-jarig bestaan wordt bij het olifantenverblijf een mannetjesperk geopend
- 2009 - Een nieuw verblijf voor de humboldtpinguïns naast het ijsberenverblijf
- 2011 - Een nieuw zeeleeuwentheater wordt opgeleverd
- 2013 - Gorilla Adventure wordt geopend
- 2014 - Het vernieuwde Berenbos wordt geopend
- 2015 - Een nieuw sidderalenaquarium wordt toegevoegd. Het grootste in zijn soort in Europa.[2]
- 2017 - Opening van Pandasia op de plek waar voorheen de pelikanen huisden.
- 2018 - Een nieuwe volière voor sneeuwuilen naast de ijsberen. Een nieuwe volière voor rode ibissen en rode flamingo’s naast de roze pelikanen.
- 2019 - Een buitenverblijf voor de goudkopleeuwaapjes, een nieuwe volière voor de kroonkraanvogels naast het giraffenhuis, een nieuwe tropische kas voor Aldabra reuzenschildpadden.
- 2020 - Pandajong Fan Xing wordt geboren.[3]
- 2021 - Nieuw bonoboverblijf, Salonga, naast de Afrikaanse olifanten en Ravot Aapia.
- 2024 - Koalia wordt geopend, een complex voor koala's, parmawallaby's en vlinders. Pandajong Lang Yue wordt geboren. [4]

## Plaatsbeschrijving
Deze plaatsbeschrijving is in dezelfde volgorde als de gegeven route op de plattegrond.
Nog voor de ingang zijn er een vijver voor koikarpers, een volière met goudfazanten en een verblijf voor ringstaartmaki’s te zien. Na de ingang zijn rechts een aantal volières met verschillende soorten neushoornvogels te zien. Als je daarna in noordelijke richting verder gaat kom je in het Afrikaanse gebied Umkhosi. Naast savanneverblijven met grévyzebra's, addaxxen, rothschildgiraffen, kordofangiraffen en struisvogels zijn er ook verblijven voor stokstaartjes, wrattenzwijnen, grijze kroonkraanvogels, vosmangoesten en witte leeuwen. Aan het eind van het gebied is er een huis met de verblijven van mandrillen, , bergbongo's en een volière met diverse Afrikaanse vogels, zoals de Von der Deckens tok. Naast het gebied is ook een verblijf voor Siberische tijgers te zien. 
Na Umkhosi volgt het aquarium, met onder andere gewone koraalduivels, roodbuikpiranha's, sidderalen en een reuzenkraak. Na het aquarium kom je uit in een volière met koningsgieren, rode wouwen en monniksgieren. Hierna volgt het Jungleplein, met een theater, een klaslokaal en een restaurant. Aan dit plein bevinden zich ook een aantal verblijven voor Aziatische dieren: de nevelpanters, Maleise bonte marters en withandgibbons.
Hierna volgt het complex voor de reuzenpanda's: Pandasia. Dit bestaat uit een tweetal buiten- en binnenverblijven, voor elke reuzenpanda één. Dit wordt doorkruist door het bezoekerspad en bovenop de binnenverblijven bevinden zich een Aziatisch gethematiseerd restaurant en een souvenirwinkel. Naast Pandasia staat een klein huis voor nachtdieren. Hier zaten vroeger onder andere spookdiertjes en gevlekte koeskoesen, maar tegenwoordig wordt het bewoond door kleine plompe lori's. Daarnaast zijn er nog drie verblijven: voor jaks, wolvarkens en een gemengd verblijf voor kleine panda's en Chinese muntjaks.
Na Karpatica, een Oost-Europees dorpje waar de bezoeker wordt geïnformeerd over de opvang van de beren, kom je op een brug door het Berenbos, met Europese bruine beren en Europese wolven. Naast het Berenbos ligt een verblijf voor maleise beren. Bij de uitgang van het Berenbos komt de bezoeker bij het verblijf van de Afrikaanse olifanten en penseelzwijnen en bij een aantal volières, voor onder andere bateleurs en zadelbekooievaars.
Nadat je langs deze volières loopt, kom je bij het in 2024 geopende Koalia. Een Australisch gethematiseerd complex voor koala's en parmawallaby's. Naast Koalia staat het zeeleeuwentheater Blue Lagoon, waar shows worden gehouden met Californische zeeleeuwen. Deze hebben ook een buitenverblijf, waarnaast de vijver met roze pelikanen ligt. Aan deze vijver staat ook een volière met cubaanse flamingo's.
De route loopt verder, terug richting het olifantenverblijf, naar de verblijven voor de ijsberen. Dit omvat zowel de oude rotsverblijven als een groot nieuw verblijf met veel water. Dit wordt opgevolgd door een verblijf voor humboldtpinguïns en Het Wad, een verblijf voor de gewone zeehond, met daarnaast een verblijf voor zuidelijke hoornraven. De route vervolgt zich naar Salonga, een tweetal verblijven voor bonobo's. Hiernaast bevindt zich de kinderboerderij en de grote binnenspeeltuin RavotAapia. In RavotAapia bevinden zich ook een aantal verblijven voor dieren zoals vleerhonden, doodshoofdaapjes en prairiehondjes. Naast RavotAapia bevindt zich het verblijf voor rendieren.
De route gaat dan weer terug richting de ijsberen, met verblijven voor berberapen en sneeuwuilen. Hiertegenover staat Gorilla-Adventure, een groot gebouw, met daarin een verblijf voor westelijke laaglandgorilla's, West-Afrikaanse franjeapen en stokstaartjes. Daarnaast kunnen kinderen in het gebouw zich vermaken in speeltoestellen. Bij de uitgang van dit gebouw zijn er volières voor toekans. 
Via een overdekte gang langs de Siberische tijgers wordt de kas met Aldabrareuzenschildpadden bereikt waarna de bezoeker in het Ori-huis komt. In dit huis zijn de binnenverblijven van de Borneose orang-oetans en verblijven voor onder andere pythons. De orang-oetans hebben ook een buitenverblijf, waarbij ze ook via touwen boven de bezoekers kunnen klimmen, onder de naam Apen op Stelten. Het tweede huis is Urucu, met dieren uit het tropische regenwoud van Zuid-Amerika, zoals goudkopleeuwaapjes, roodbuiktamarins, groene leguanen, dwergkaaimannen, pijlgifkikkers en Cubaanse boa's. In de aansluitende volière vliegen geelvleugelara's, rode ibissen en een aantal eendensoorten.

## Het berenbos
Ouwehands Dierenpark was het eerste dierenpark in Europa met een berenbos. Het is opgezet als een veilig heenkomen voor bruine beren die in hun bestaan worden bedreigd. De meeste van deze beren waren, voordat ze in Ouwehands Dierenpark kwamen, dansbeer, circusbeer of beren die gebruikt werden voor de jachtfok. Het publiek kan via een loopbrug de beren bekijken zonder dat de dieren gestoord of in hun bewegingsvrijheid belemmerd worden. Het 2 hectare grote gebied is in 1993 in gebruik genomen.
Bij het bos zijn enkele educatieplekken waar kinderen op een moderne wijze meer te weten kunnen komen over de bruine beer.
Ouwehands Dierenpark beheert ook het EEP-stamboek voor de bruine beer.

## Pandasia

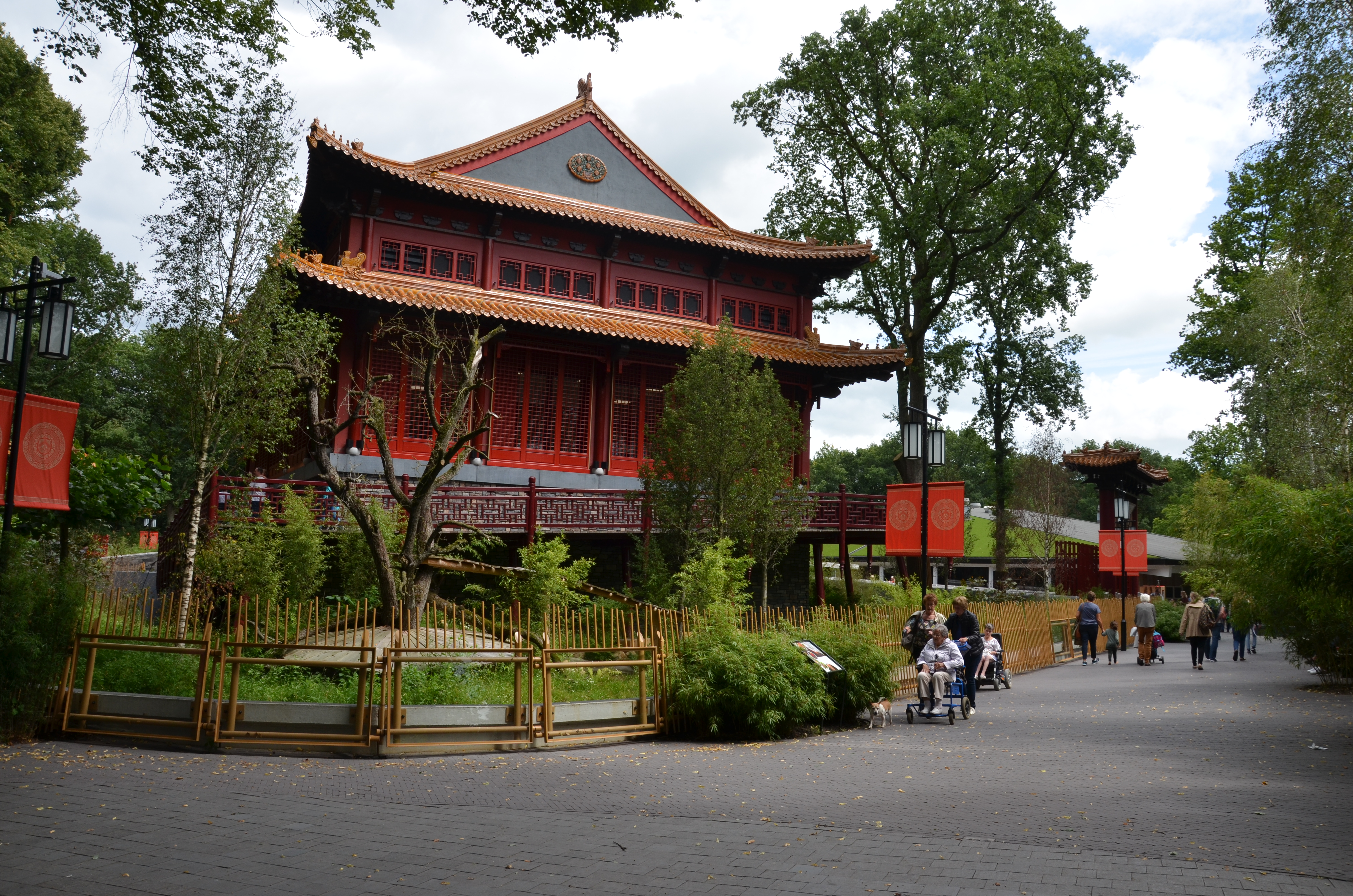
Pandasia

In 2017 werd Pandasia geopend, een verblijf voor twee reuzenpanda's, Wu Wen en Xing Ya. Tijdens een staatsbezoek van koning Willem-Alexander aan China werd door de Chinese autoriteiten toegezegd dat Nederland de twee panda's te leen zou krijgen. Nadat Chinese inspecteurs het verblijf in januari 2017 goedkeurden, arriveerden de panda's op 12 april 2017 in Nederland. Na een periode van quarantaine zijn ze sinds 30 mei 2017 voor het publiek te zien. Ze mogen alleen voor nakomelingen zorgen als China hiervoor toestemming geeft. Zodra er groen licht komt uit China, houdt een speciaal daarvoor opgeleid team de panda's non-stop in de gaten. Een vrouwtjespanda is maar drie dagen per jaar vruchtbaar, dus een goede timing is cruciaal om voor voortplanting te kunnen zorgen. Zodra er tekenen zijn van een mogelijke vruchtbare periode en dit met hormoonmetingen en urine is bevestigd, worden de beide panda's bij elkaar gezet. Hiervoor wordt urine gebruikt die dan in de verblijven wordt verspreid, bij Xing Ya urine van Wu Wen en vice versa. Op deze manier worden de panda's door elkaars urine geprikkeld om bij elkaar te komen. Op dat moment wordt gehoopt op een paring en als deze heeft plaatsgevonden is het afwachten of deze succesvol is. Dit moet dan later blijken. De bezoekers worden  op het moment van de paring gewaarschuwd dat de panda's mogelijk niet te zien zijn. Dit gebeurt met behulp van een bord met de tekst "De reuzenpanda's zijn mogelijk niet te zien vanwege paartijd"Op 1 mei 2020 werd de eerste nakomeling geboren, Fan Xing. Zij is in september 2023 naar China vertrokken om daar weer ingezet te worden voor de fokkerij. Op 12 juli 2024 werden opnieuw twee jonge reuzenpanda's geboren, waarvan er een overleed. De andere overleefde de bevalling wel.Deze panda werd Lang Yue genoemd en is sinds 14 januari 2025 te zien voor de bezoekers. Het meedoen aan dit fokprogramma en vooral aan de verplichte reclamecampagne voor China is niet onomstreden.

## Light Nights Festival
Van half oktober t/m januari vindt in Ouwehands Dierenpark jaarlijks het Light Nights Festival plaats. Verspreid over het dierenpark zijn in deze periode 42 lichtsculpturen te zien. Het festival heeft elk jaar een ander thema. Voor het festival kunnen aparte tickets worden gekocht, maar het kan ook worden gecombineerd met een gewoon dierentuinbezoek.

## Televisie
De Evangelische Omroep heeft in de jaren negentig van de twintigste eeuw het derde en laatste seizoen van Benjamin Ben in Ouwehands opgenomen.
Ook het kinderprogramma ZOOP werd in deze dierentuin opgenomen. Deze televisieserie werd vanaf 2004 uitgezonden bij jeugdzender Nickelodeon. Op basis van de serie werd een aantal bioscoopfilms gemaakt: Zoop in Afrika (2005), Zoop in India (2006) en Zoop in Zuid-Amerika (2007). Deze zijn gedeeltelijk in het park opgenomen. In juli 2023 kwamen de oud-hoofdrolspelers na bijna twintig jaar weer bij elkaar in Ouwehands Dierenpark in de televisiespecial ZOOP: De Reünie.
Van 2013 tot 2017 werd in Ouwehands het RTL-programma De Jungleclub opgenomen. De serie draait om Bamboo Bill, een avonturier die sinds 2009 het gezicht is van het dierenpark. Samen met zijn avonturiersvrienden is Bamboo Bill ook te zien in vele parkshows in de theatertent.
In 2019, 2020, 2022 en 2023 werd hier het programma Het echte leven in de dierentuin opgenomen dat werd uitgezonden op NPO 1. Het derde en het vijfde seizoen van dit programma werden hier echter niet opgenomen. Voor deze seizoenen werd gekozen voor een andere dierentuin, Diergaarde Blijdorp in Rotterdam. Het zesde seizoen werd in beide dierentuinen opgenomen.

## Trivia
- Ouwehands Dierenpark was (hoofd) shirtsponsor van voetbalclub NEC in het seizoen 2017/18.
- Gedurende enige tijd heeft er in Nederland een popgroep bestaan, gevormd rond Hans Vandenburg (bekender geworden met de groep Gruppo Sportivo), met de naam 'Ouwe Hans Dierenpark'. Op uitdrukkelijk verzoek van het dierenpark is later de naam van de popgroep gewijzigd, en wel in 'Hans Vandenburgs Dierenpark'.
- In januari 2025 kwam Ouwehands Dierenpark op het nationale nieuws, omdat er een parachutist in het buitenverblijf van de bonobo's was beland. De bonobo's zelf waren tijdens de landing allemaal binnen en de parachutist is ongedeerd weggekomen.[14]

## Galerij

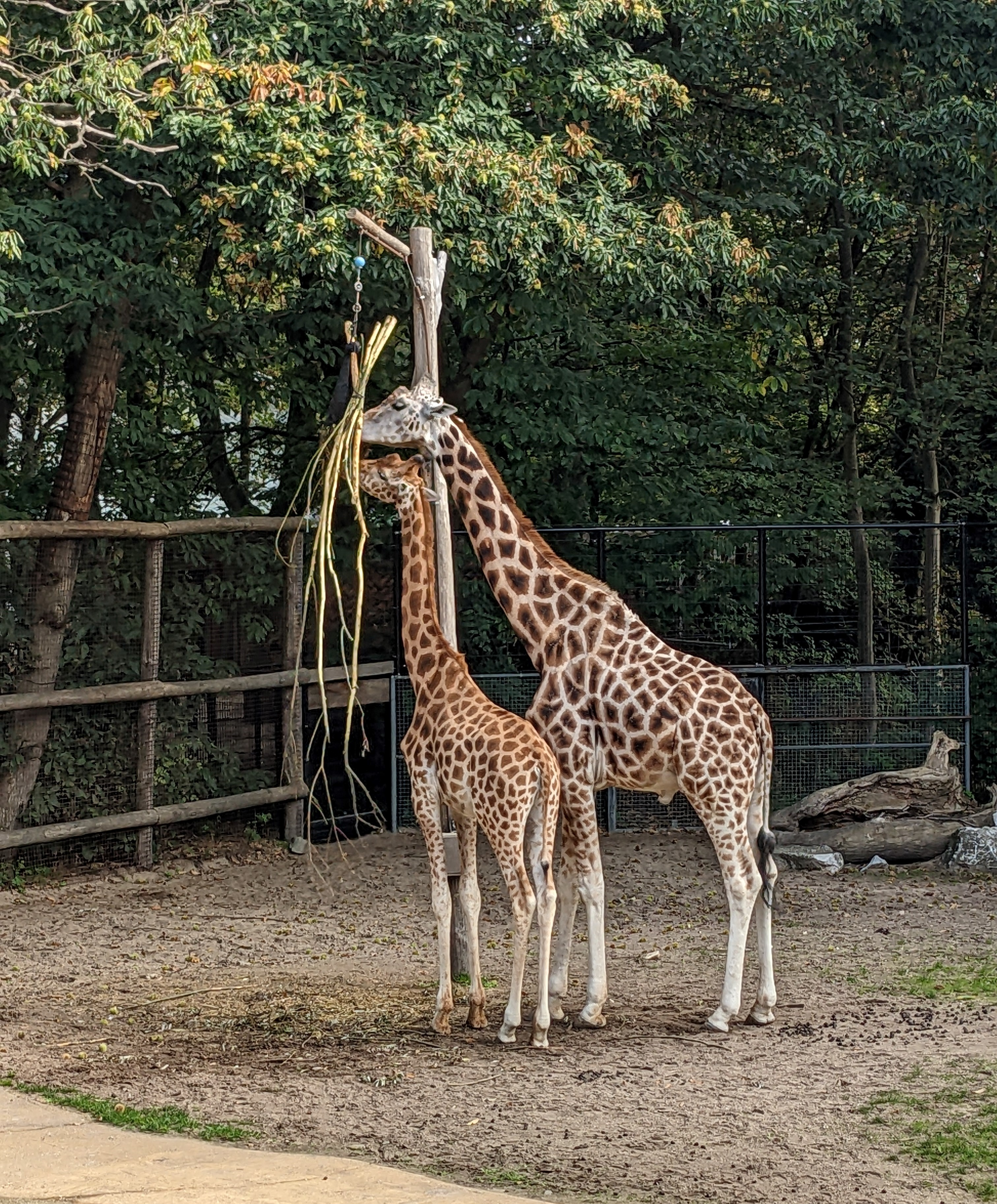
Giraffe
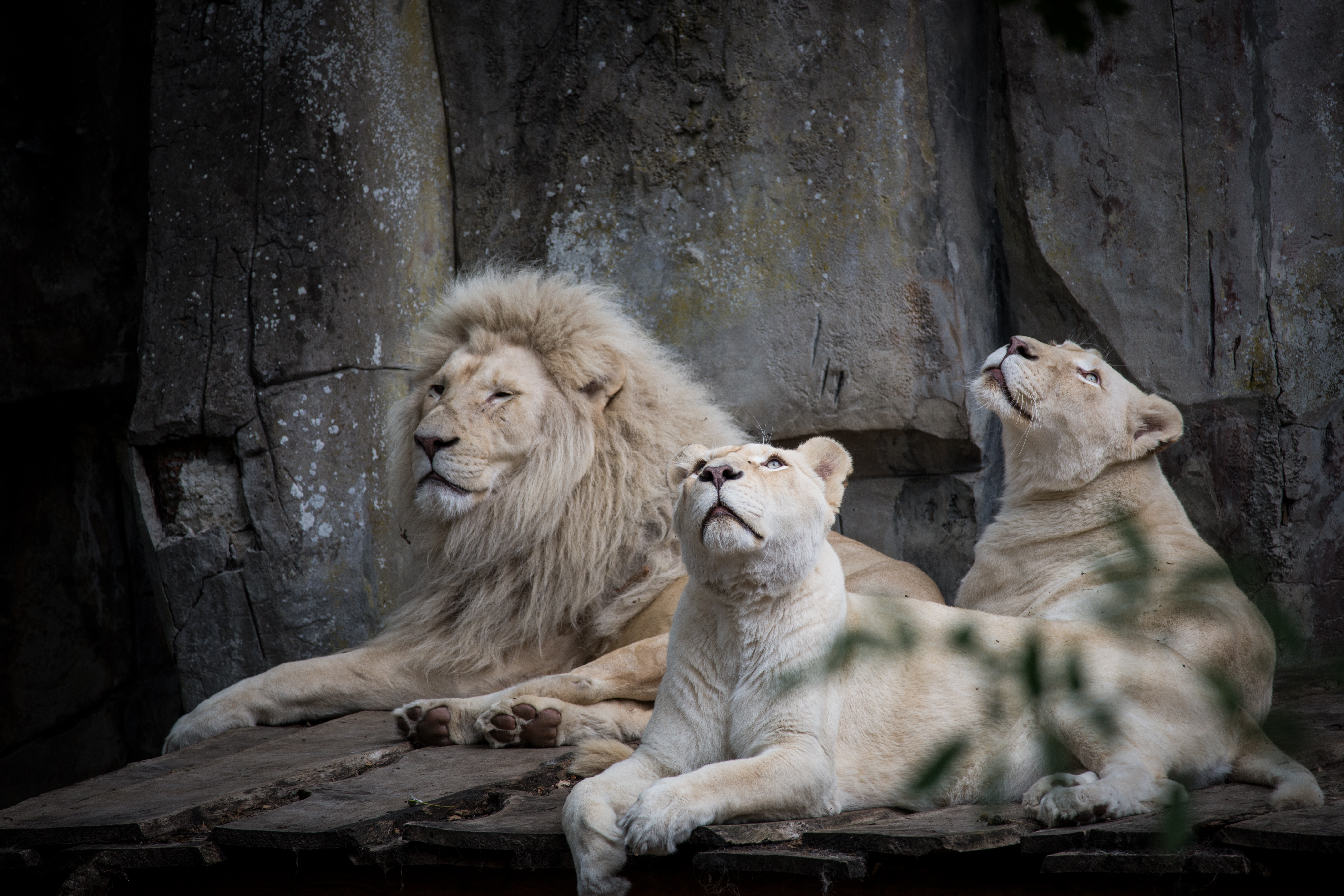
Witte leeuwen
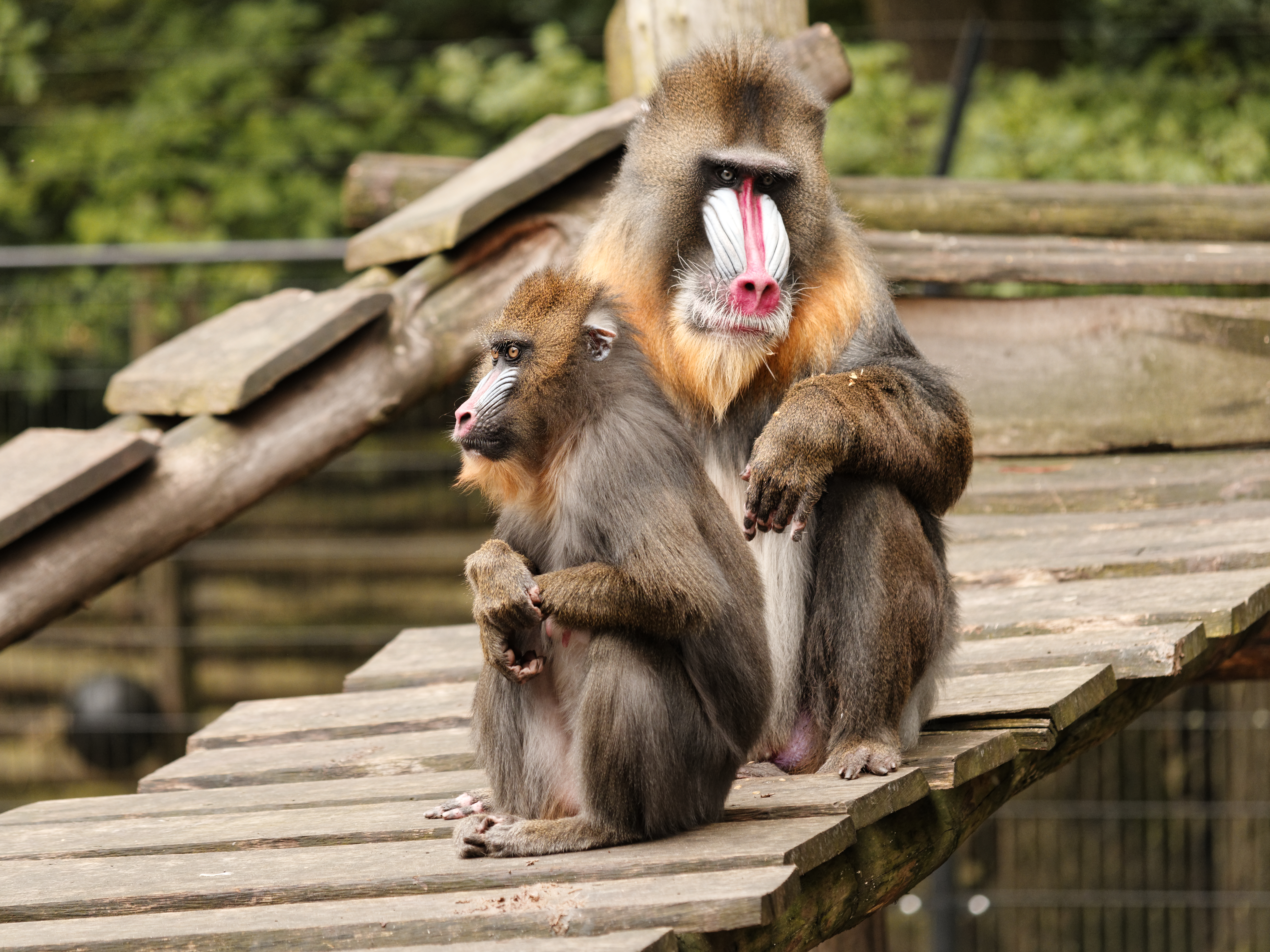
Mandril
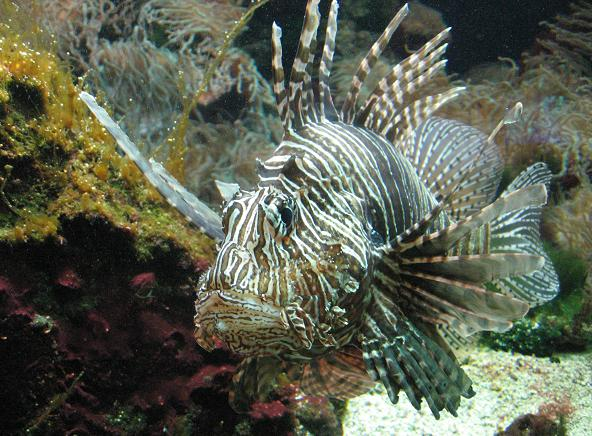
Koraalduivel in het aquarium
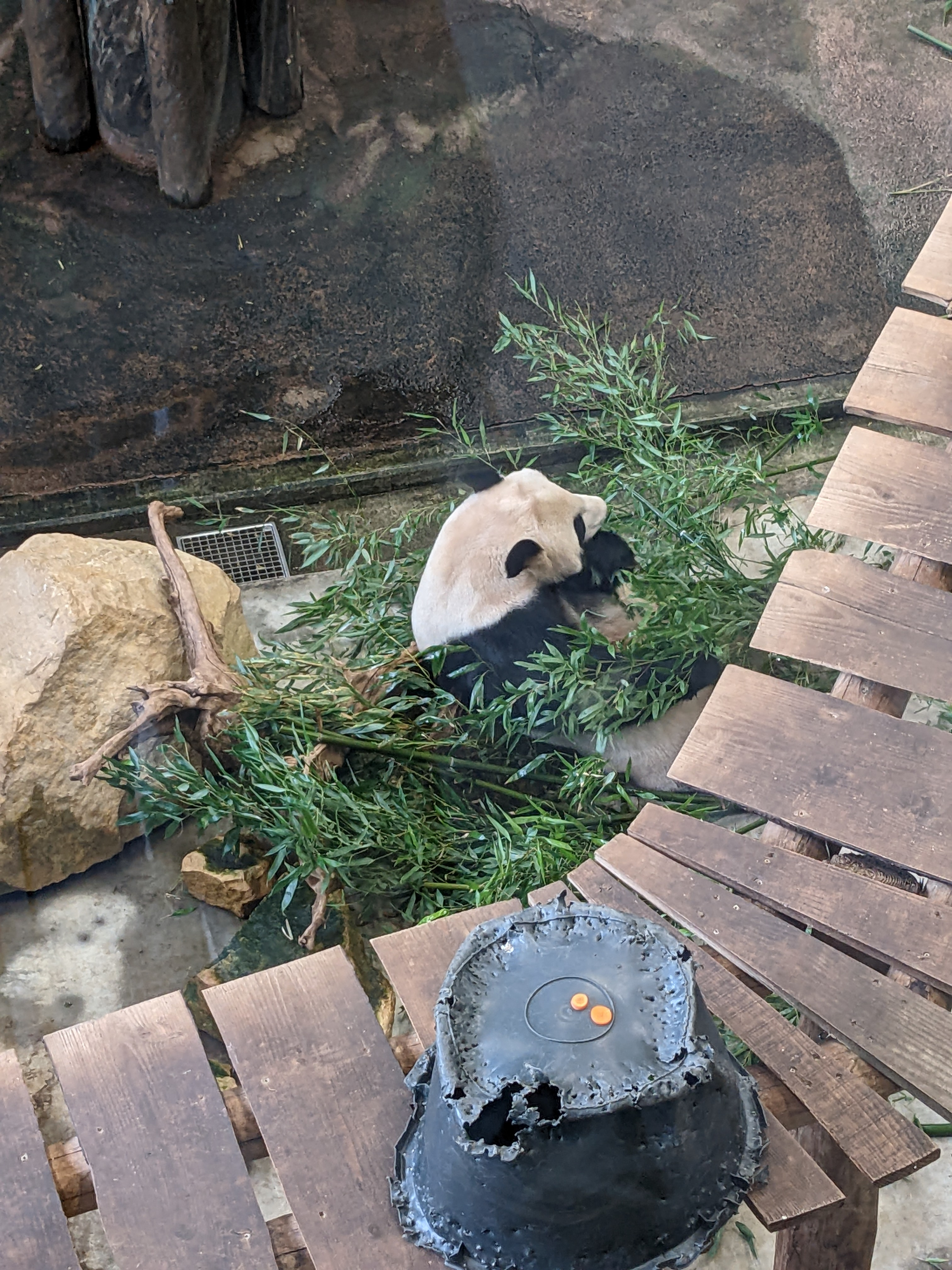
Reuzen-panda
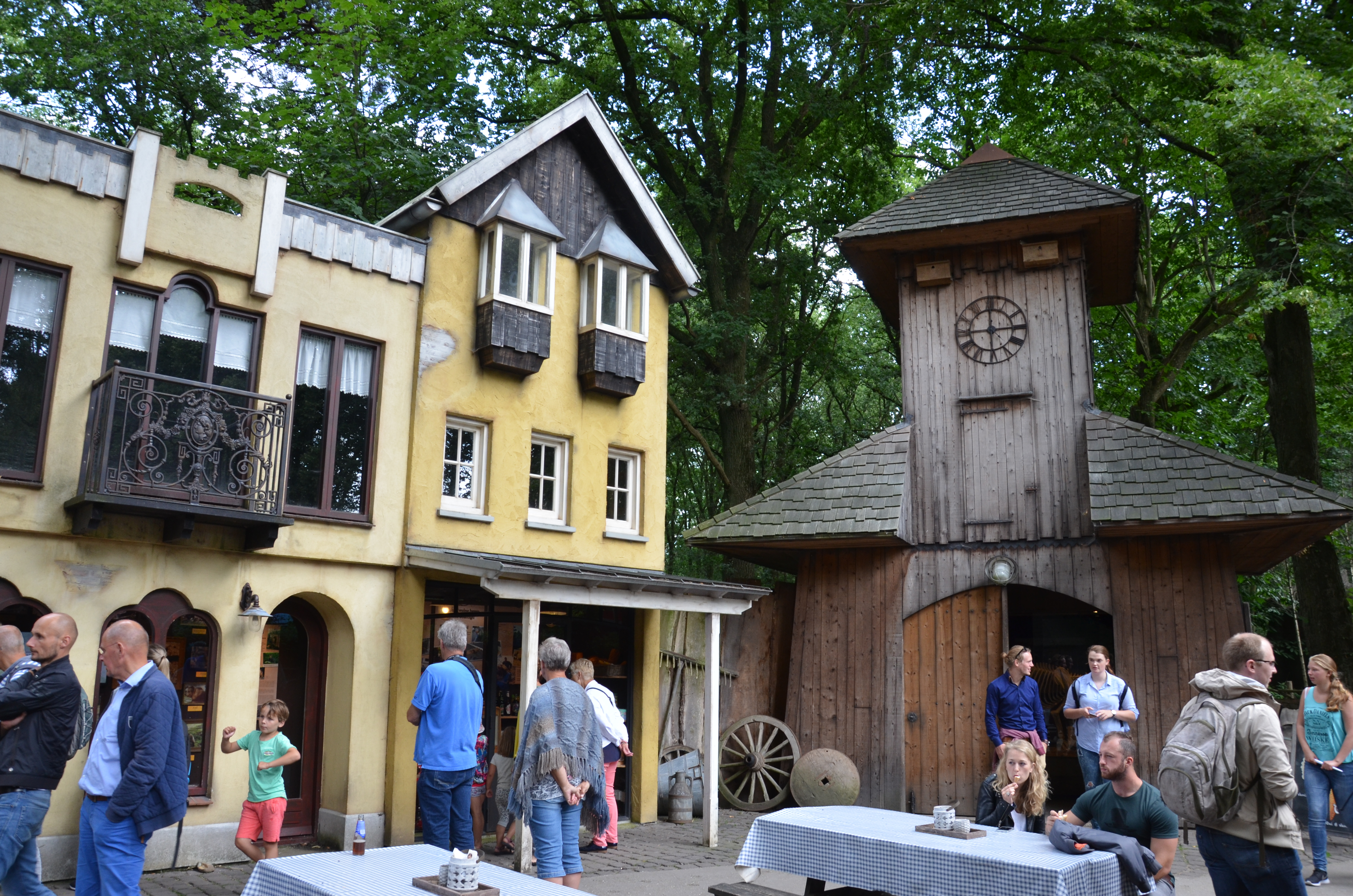
Karpatica
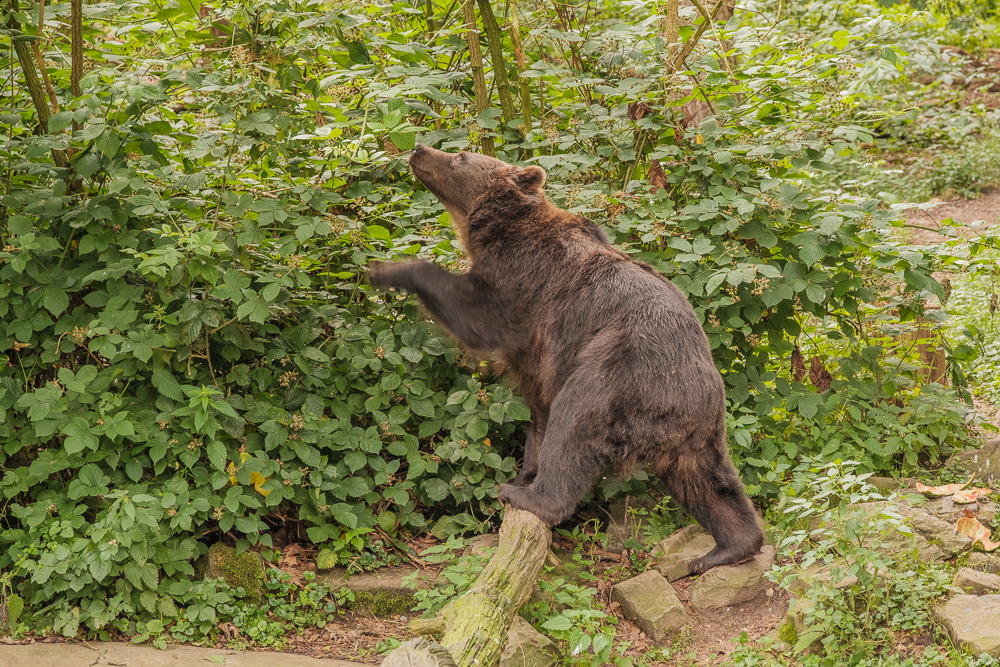
Bruine beer in het Berenbos
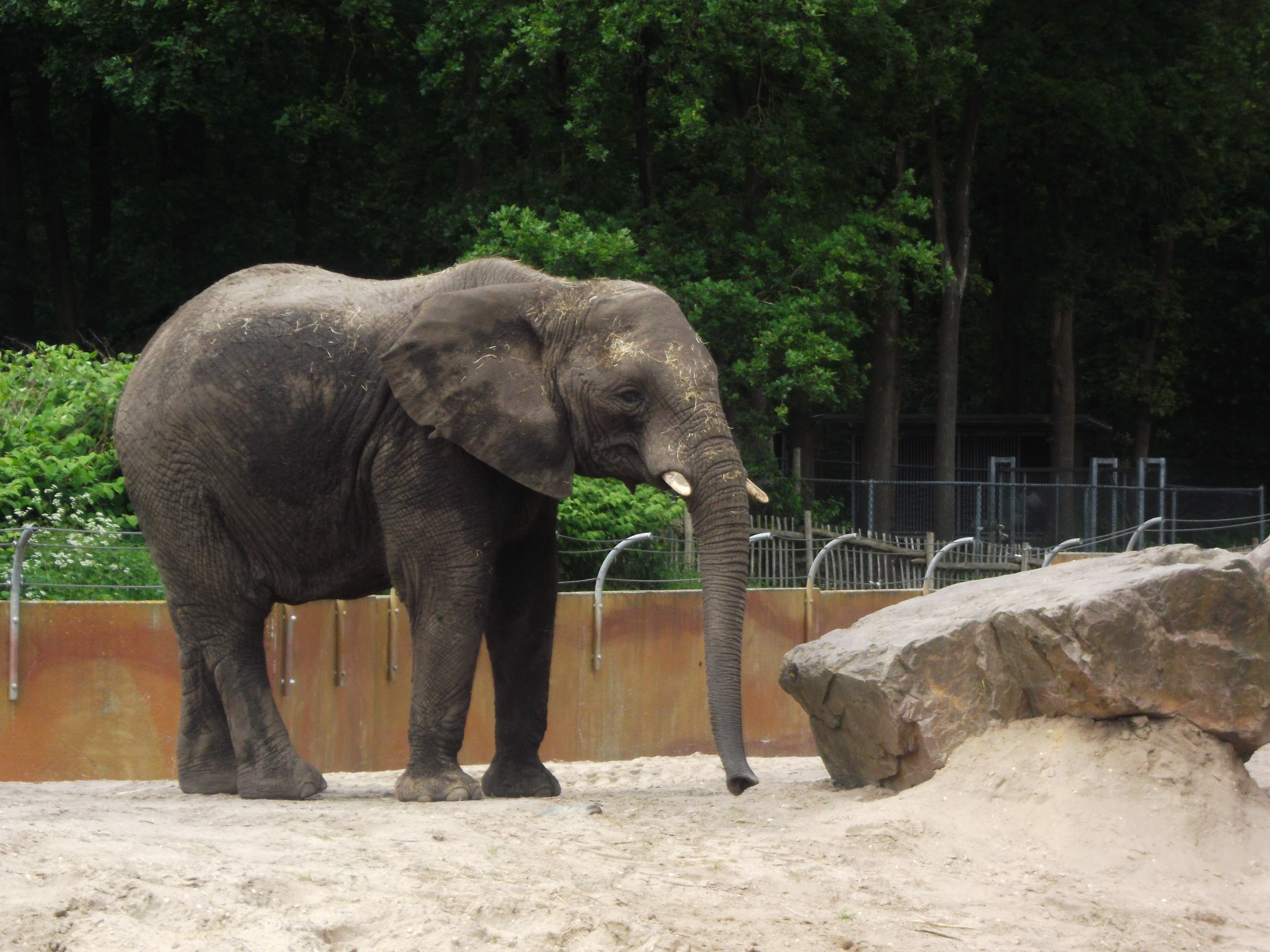
Afrikaanse olifant
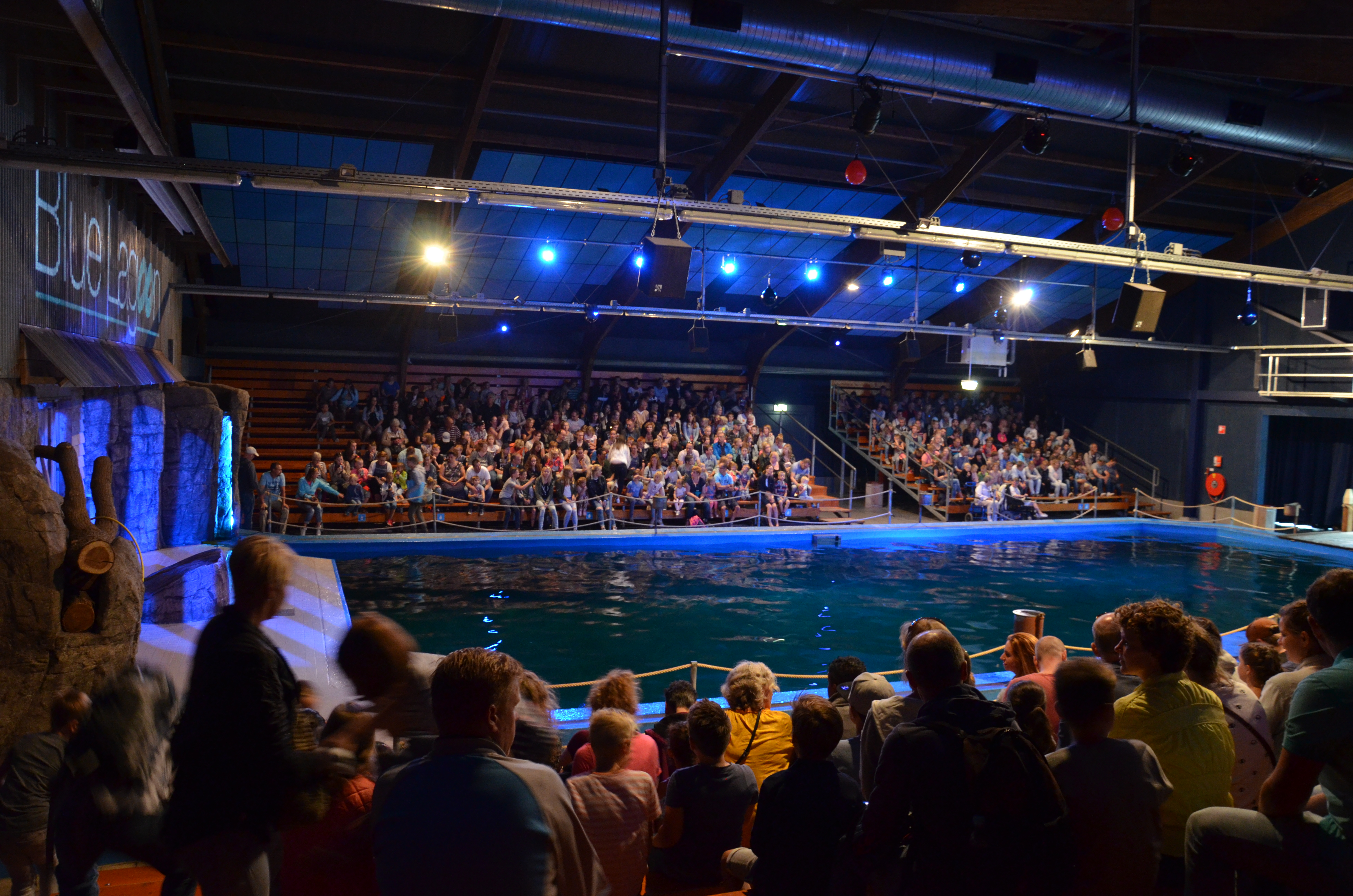
Zeeleeuwentheater Blue Lagoon
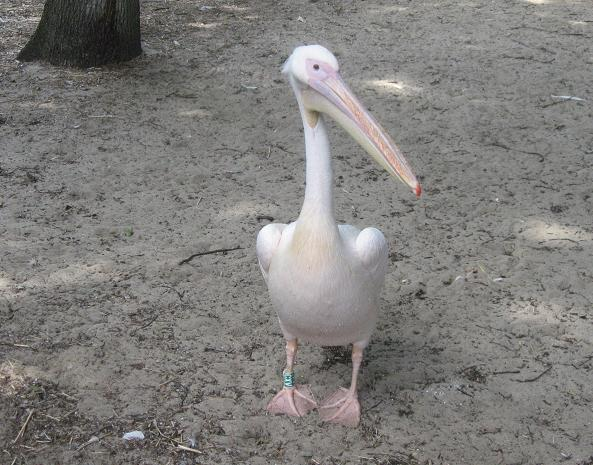
Roze pelikaan
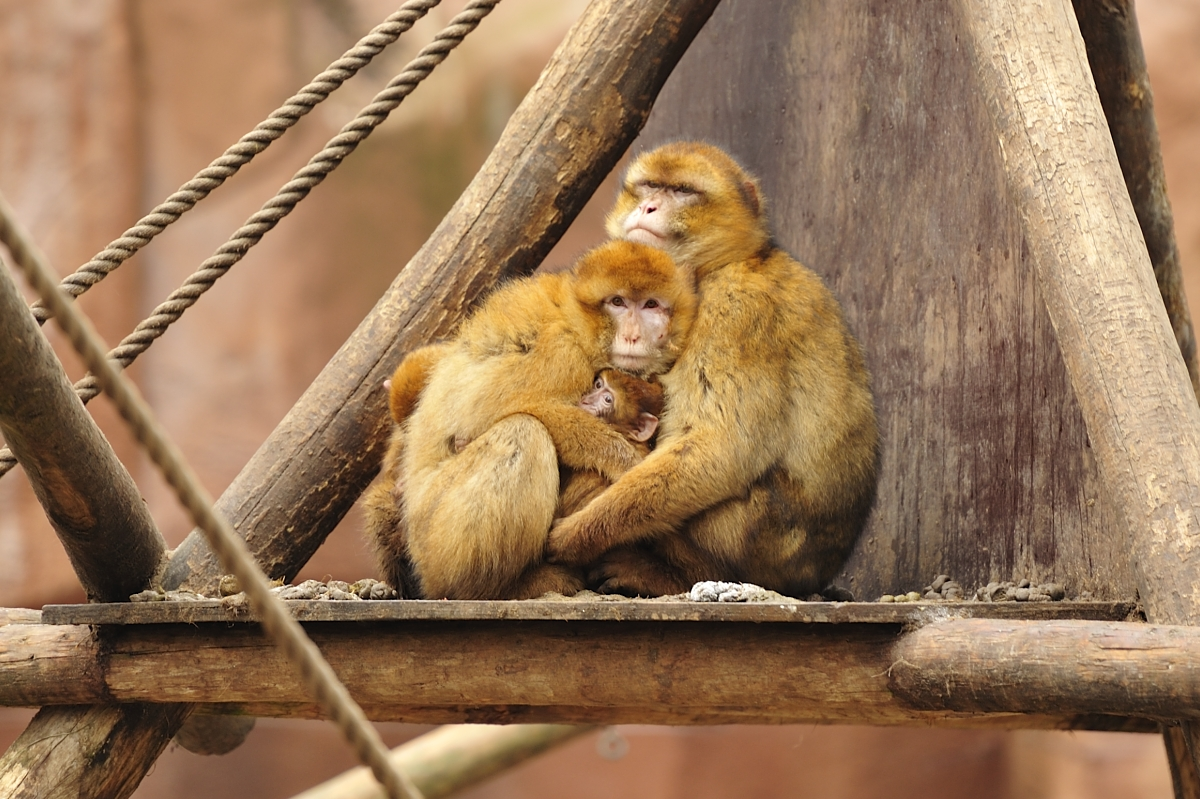
Berberapen
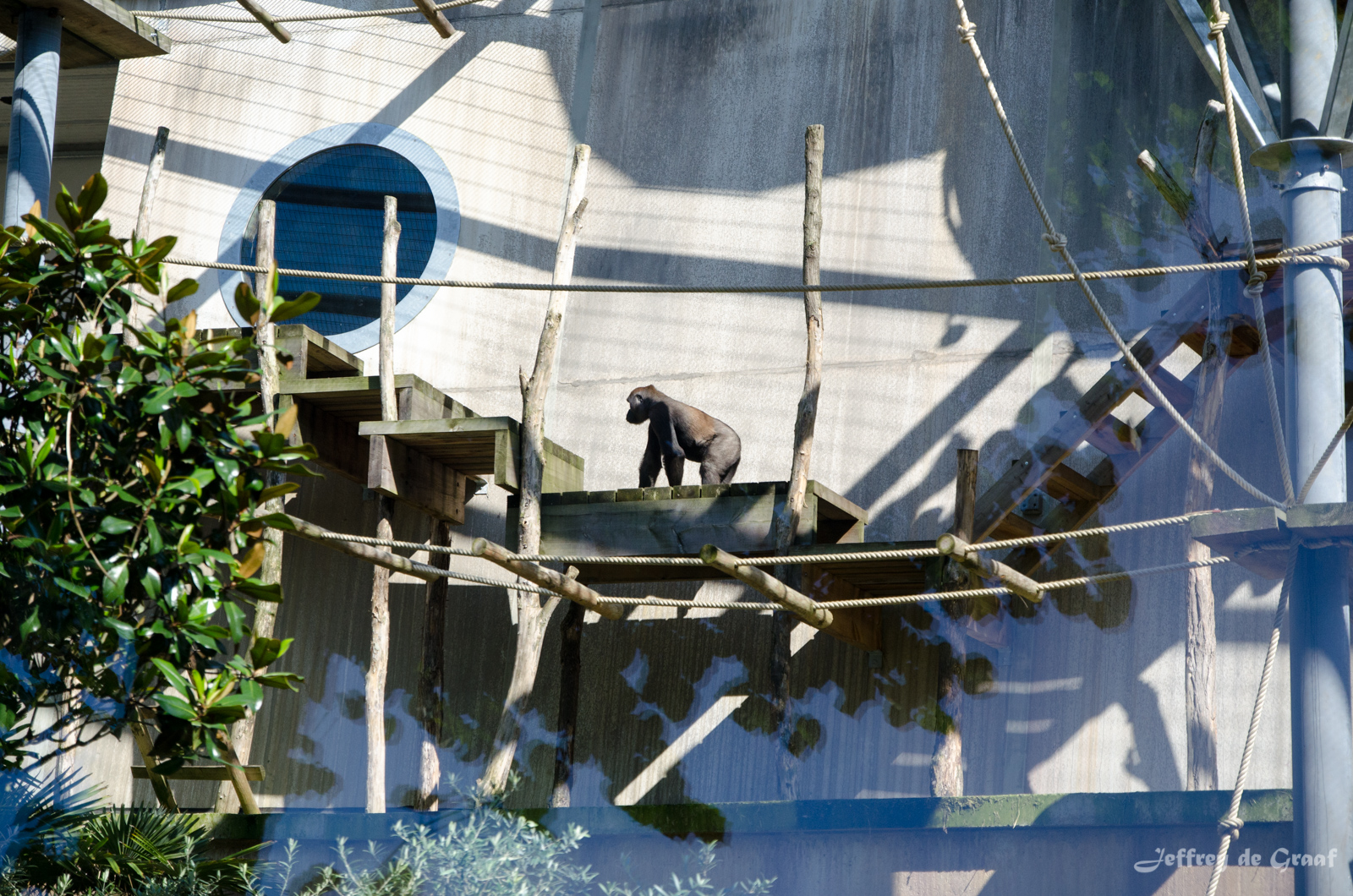
Gorilla Adventure
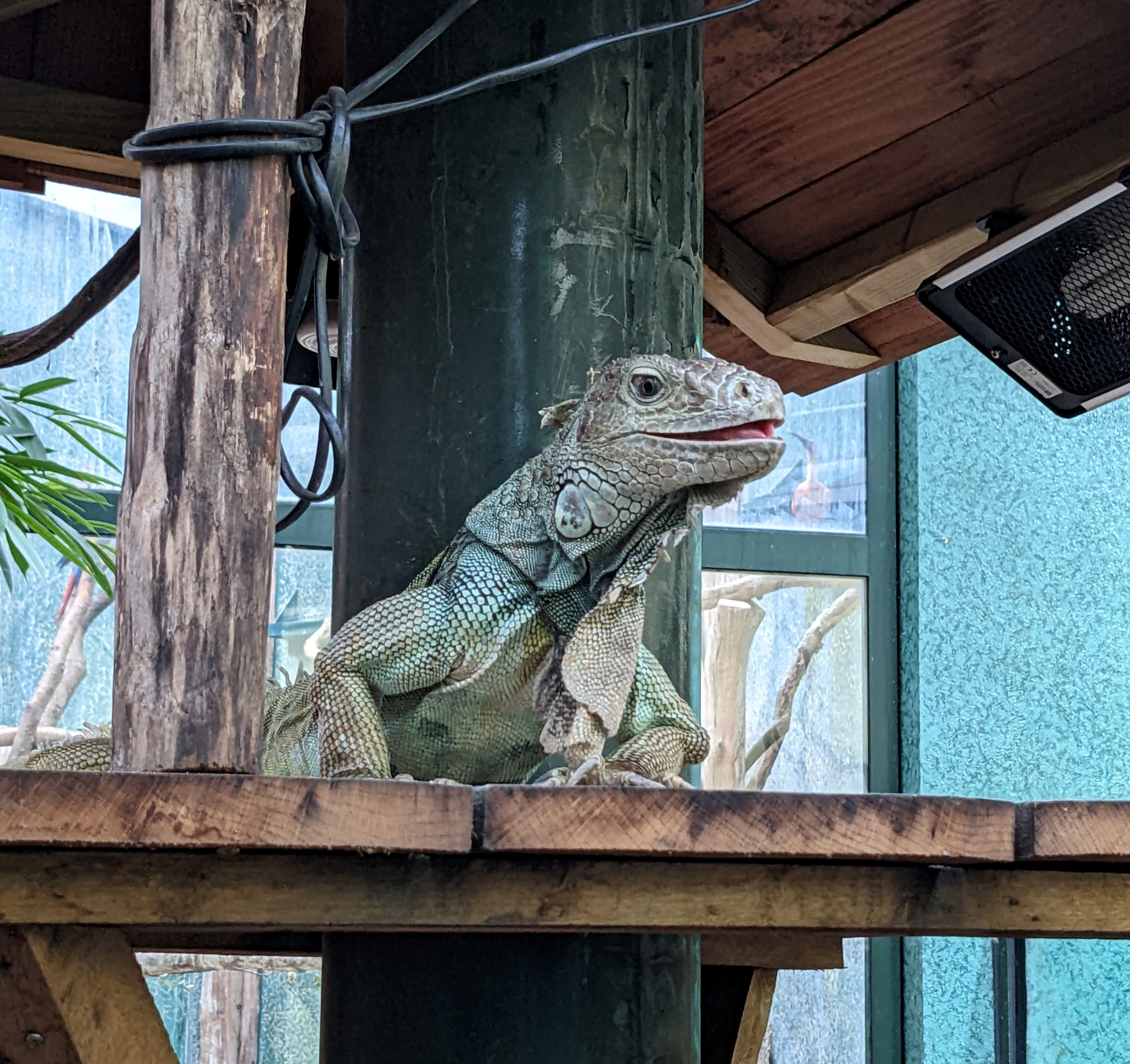
Groene leguaan
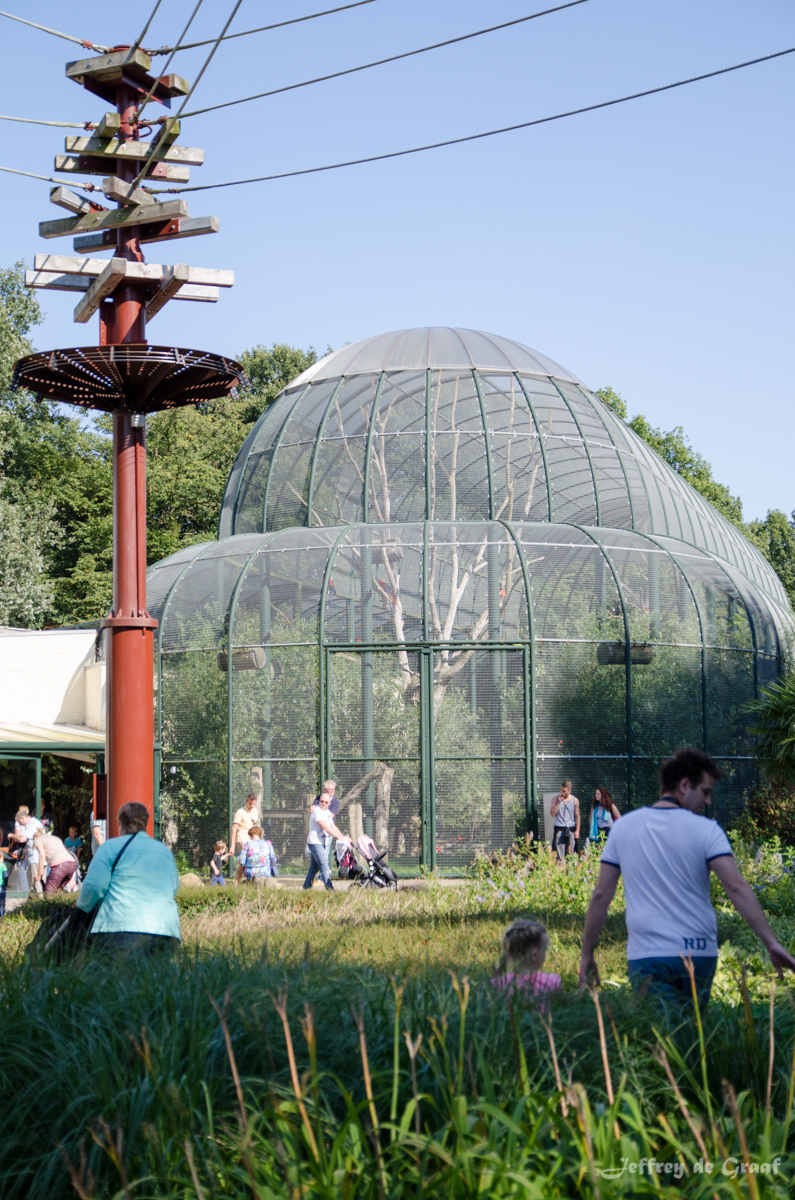
Apen op Stelten en de Urucu-volière
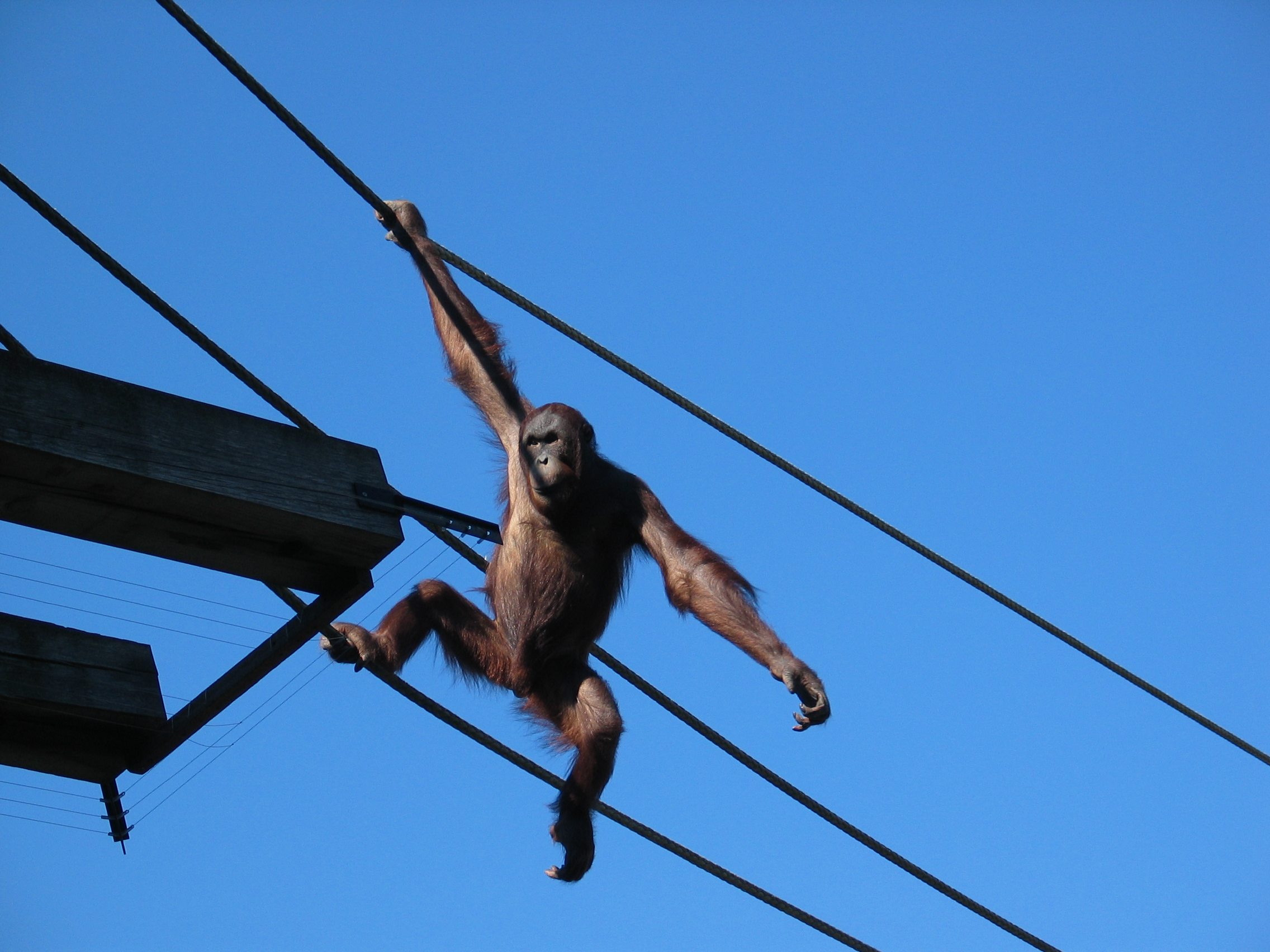
Jonge Borneose orang-oetan in het touwencomplex van Apen op Stelten